# Fintan Magee

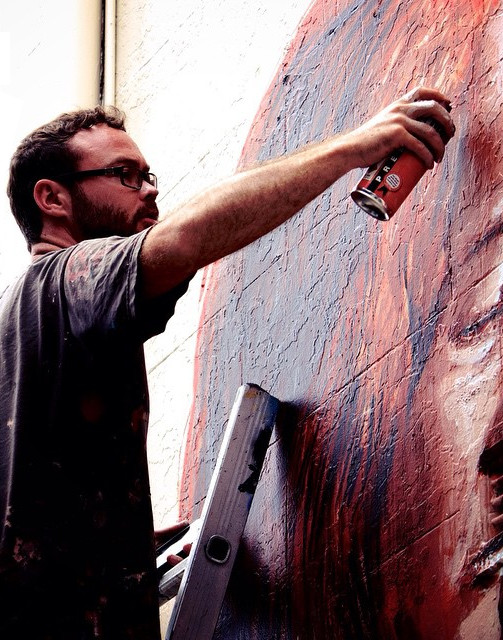
Fintan Magee 2015 bei der Arbeit an einem Wandbild in Newtown, einem Stadtteil von Sydney

Fintan Magee (* 1985 in Lismore (New South Wales)) ist ein australischer Maler und Streetartist. Er gilt als ein Vertreter des Sozialrealismus.

## Leben und Werk
Fintan Magee ist der Sohn eines nordirischen Bildhauers und einer englischen Landschaftsarchitektin, die nach Australien emigriert waren. Bereits im Kindesalter zeichnete er gerne, wobei er eine Vorliebe für Militärflugzeuge hatte. 1989 zog er mit seiner Mutter nach Brisbane, die dort studierte. Mit einer Gruppe von etwa fünf Mitschülern der Brisbane State High School begann er im Alter von 12 Jahren Graffiti zu sprühen, wobei er auch mit Stencils und Paste-Ups arbeitete. Er besuchte die Griffith University, die er 2009 mit einem Bachelor of Fine Arts abschloss. Inspiriert von britischen Streetart-Künstlern wie Chloe Early und Conor Harrington experimentierte er bald darauf mit großformatigen Wandbildern, nachdem ihn das Graffiti-Writing zu langweilen begonnen hatte. Seine früheren Arbeiten waren oft in isolierten, verlassenen und kaputten Gegenden von australischen Städten zu finden.
Seither bemalte er zahlreiche Fassaden mit seinen Wandbildern, darunter viele in Australien wie etwa zwanzig in Sydney, Newcastle (New South Wales) (2020), Dubbo (2020), Brisbane (2016) oder Toowoomba (2016), sowie weltweit in Städten wie Berlin (2015), Vancouver (2019), Goa (2019), Eugene (Oregon) (2019), Papeete (2019), Aalborg (2019), Boulogne-sur-Mer (2017), Estarreja (2016) und des Weiteren in Amman (2016) Teheran (2019), Dunedin, London, Wien, Los Angeles, Miami, Atlanta, Buenos Aires, Kopenhagen, Moskau, Rom oder Dublin.
In seinen Werken beschäftigt sich Magee häufig mit Umweltproblemen und bringt bei Themen wie Klimawandel oder Migration oft persönliche Erfahrungen ein. Er gilt aus Vertreter des Sozialrealismus und wurde als der „australische Banksy“ beschrieben. Der Künstler lebt in Sydney.

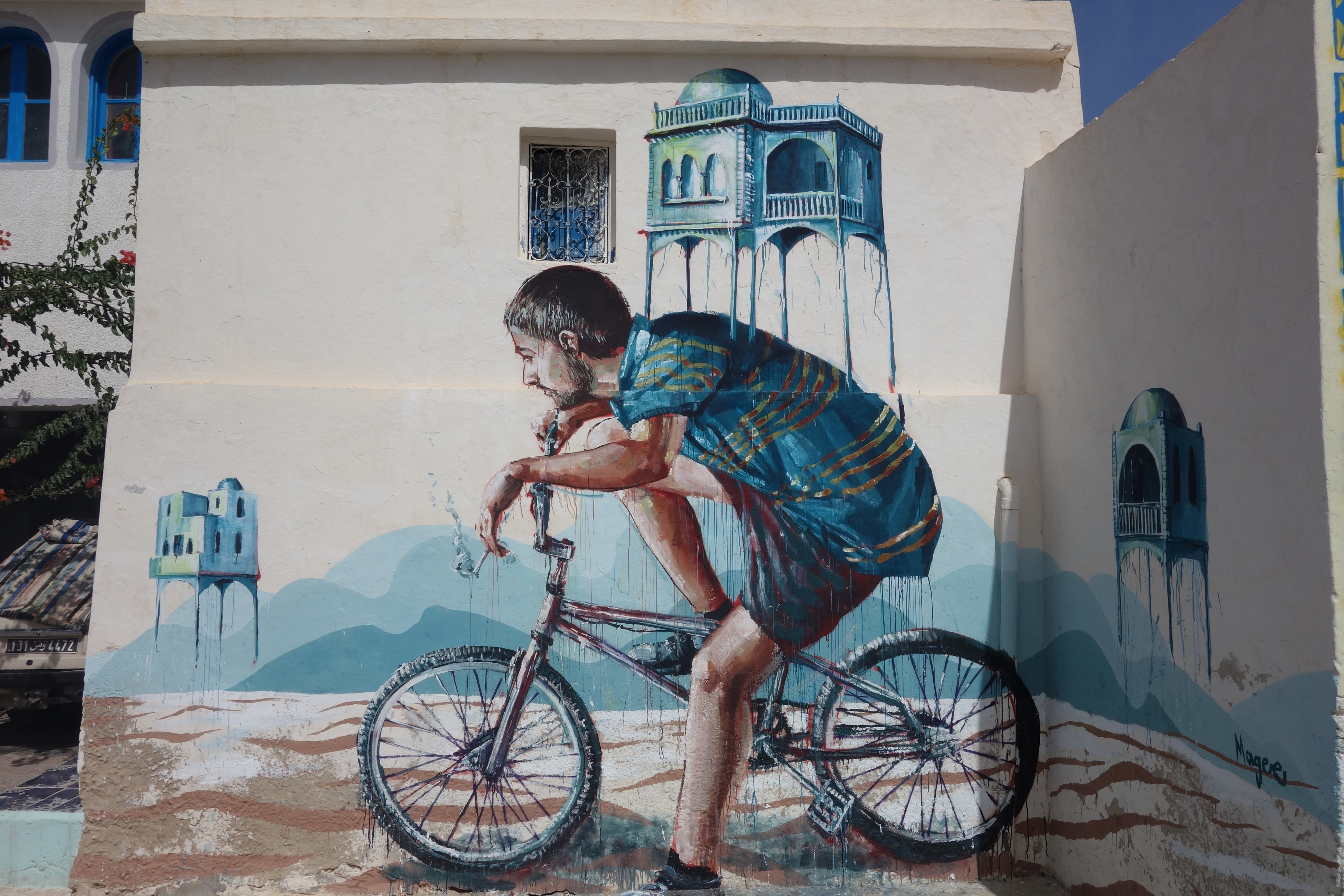
Djerba 2014
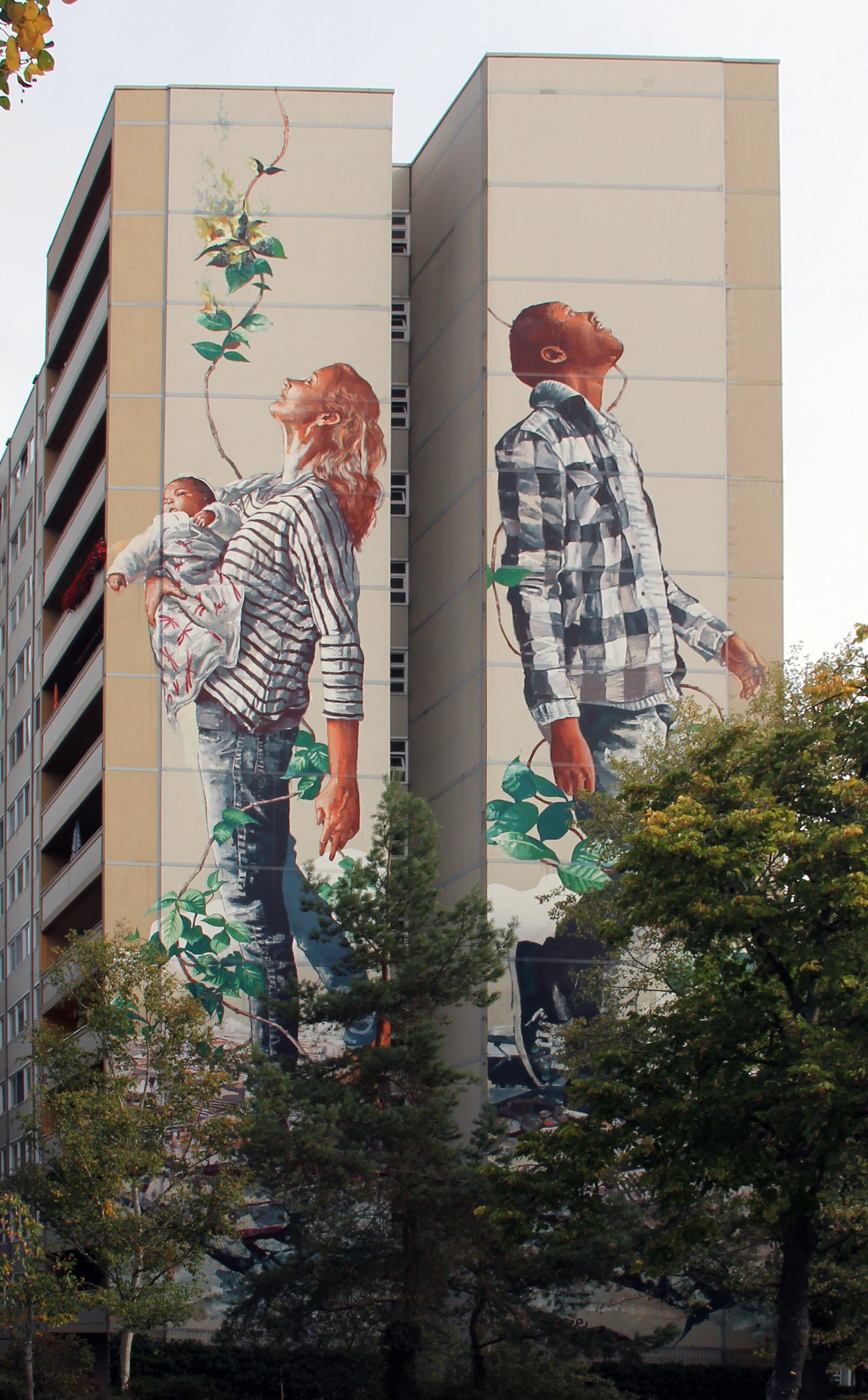
Summer of Peace, Berlin-Tegel 2015
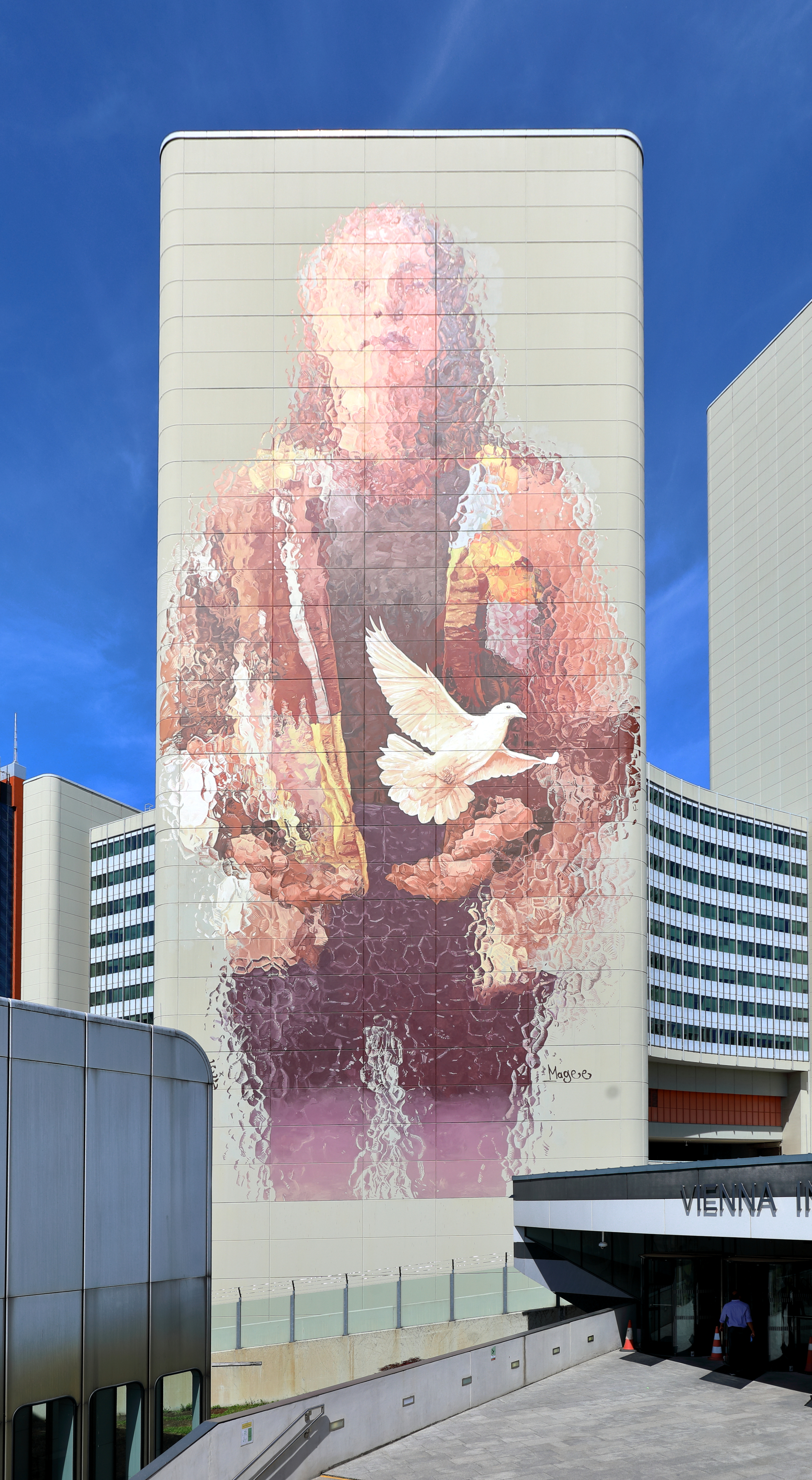
Frau mit Taube – Unsere gemeinsame Zukunft gestalten,[16] Wien 2024

## Ausstellungen (Auswahl)
- Nothing Makes Sense Anymore, Backwoods Gallery, Melbourne 2020[17]
- Big Dry, Think Space, Los Angeles 2018[18]
- Waves, Mathgoth Gallery, Paris 2017[12]
- Stories from the Endless Suburbia, Galleria Varsi, Rom 2016[19]
- Water World, Backwoods Gallery, Melbourne 2016[20]
- Das Berliner Museum Urban Nation zeigte Arbeiten von Fintan Magee[11]